# Xanthoparmelia segregata
Xanthoparmelia segregata är en lavart som beskrevs av Elix & J. Johnst. Xanthoparmelia segregata ingår i släktet Xanthoparmelia och familjen Parmeliaceae.   Inga underarter finns listade i Catalogue of Life.